# Josef Pepson Snětivý
Josef Pepson Snětivý (* 26. března 1973 v Táboře, občanským jménem Josef Snětivý) je český hudebník, spisovatel, cestovatel, překladatel a nakladatel. Vystudoval Střední ekonomickou školu v Jablonci nad Nisou, obor Zahraniční obchod, a Vysokou školu ekonomickou v Praze, obor Mezinárodní politika a diplomacie.

## Biografie
Hudbě se věnuje jako saxofonista, klávesista, zpěvák, skladatel a textař – v současnosti zejména se skupinou Cover Band a sólově s pořady Saxy Night a Na vlnách tónů a slov. Vystupuje také např. v hotelech a na svatbách. Natočil několik desek se skupinami nejrůznějších žánrů a sólové album Půlnoční vzkaz (2017).
Jako cestovatel se často zaměřuje na méně známá místa a památky České republiky, o kterých poté přednáší a píše.
Coby spisovatel se v posledních letech zabývá právě především knihami, které v sobě spojují historii, památky, cestování a místní zajímavosti. Dále je autorem románů, novel a povídkových sbírek, knih zaměřených na fotbal, básnických sbírek a knih pro děti.
Jako překladatel překládá z angličtiny a slovenštiny.